# Thiago Alves (lottatore)
Thiago Alves Araújo (Fortaleza, 3 ottobre 1983) è un lottatore di arti marziali miste brasiliano.
Combatte nella categoria dei pesi welter per l'organizzazione statunitense Ultimate Fighting Championship, nella quale è stato un contendente al titolo nel 2009 quando venne sconfitto dal campione in carica Georges St-Pierre.
Alves è noto nel mondo delle MMA per la sua abilità nel taglio del peso, riuscendo a rientrare nel limite dei pesi welter di 170 libbre (77 kg) e riacquistando poi quasi 15 kg in poche ore.

## Carriera nelle arti marziali miste

### Inizi
Alves inizia a lottare giovanissimo allenandosi nel Muay Thai a soli 15 anni, età nella quale sconfigge il suo primo avversario da professionista, un venticinquenne connazionale.
A 19 anni si trasferisce negli Stati Uniti con un precedente record di arti marziali miste in patria di 3-2.
Dal 2003 al 2005 combatte per diverse promozioni, compresa King of the Cage.

### Ultimate Fighting Championship
Entra nell'UFC con un record personale di 8-3.
Perde il suo primo incontro con Spencer Fisher per sottomissione, ma successivamente vince due incontri consecutivi e si prende la sua rivincita su Derrick Noble, che tre anni prima aveva sconfitto Alves nell'organizzazione Absolute Fighting Championships.
Patisce un'ulteriore sconfitta ad opera di Jon Fitch per KO tecnico ma successivamente tira fuori il suo talento e in due anni infila ben sette vittorie consecutive contro avversari di elevata caratura come Matt Hughes e Josh Koscheck: questo exploit gli garantisce la possibilità di lottare per il titolo contro il campione in carica dei pesi welter Georges St-Pierre.
La gara per il titolo si svolse a Las Vegas l'11 luglio 2009 e vide Alves uscire sconfitto dal confronto per decisione.
Successivamente il suo rendimento si fa maggiormente altalenante e in quattro incontri subisce due sconfitte per mano ancora una volta di Jon Fitch e di Rick Story.
Con una vittoria su Papi Abedy Alves torna nei piani alti della sua categoria di peso e nel 2012 può affrontare Martin Kampmann nel main match dell'evento UFC on FX: Alves vs. Kampmann: il brasiliano si dimostra all'altezza dell'avversario e meritevole di essere un top 10 dei pesi welter, ma nel terzo round fa male i propri calcoli su un takedown che l'avversario converte in uno strangolamento per ghigliottina, e di conseguenza viene sconfitto per sottomissione.
Nel luglio dello stesso anno avrebbe dovuto affrontare il giapponese Yoshihiro Akiyama, ma quest'ultimo si infortunò e venne sostituito dall'emergente striker afghano Siyar Bahadurzada; successivamente fu proprio Alves ad infortunarsi e ad essere operato due volte al ginocchio: a luglio 2013 già contava ben quattro operazioni chirurgiche dall'inizio dell'anno.
"Pitbull" torna a combattere più di due anni dopo nell'aprile 2014 contro Seth Baczynski, ottenendo una vittoria ai punti.
In agosto avrebbe dovuto affrontare Jordan Mein, ma Alves s'infortunò ed il match saltò.
Nel novembre di quell'anno ottenne la cittadinanza statunitense.
Nel gennaio del 2015 affronta e sconfigge per KO il giovane talento Jordan Mein, venendo premiato con il riconoscimento Performance of the Night. A maggio dello stesso anno affronta il veterano Carlos Condit; dopo un primo round molto equilibrato, Alves subì, alla seconda ripresa, varie combinazioni di colpi in piedi che lo costrinsero più volte a ritrovarsi al tappeto. Dopo un feroce ground and pound, Alves riuscì a resistere fino al rintocco della campanella ma a causa delle ferite riportate, tra cui la rottura del naso, il medico decise di porre fine all'incontro per KO tecnico.
A novembre avrebbe dovuto affrontare l'ex campione dei pesi leggeri UFC e WEC Benson Henderson. Tuttavia, il 14 novembre, Alves subì la rottura di una costola e venne rimpiazzato da Jorge Masvidal.
Il 12 novembre del 2016 doveva vedersela con Al Iaquinta all'evento UFC 205. Tuttavia, il 19 settembre, venne annunciata la rimozione di Iaquinta dall'incontro a causa di problemi contrattuali, al suo posto venne inserito Jim Miller. Durante la cerimonia del peso, Alves superò di oltre 2 kg il limite massimo della categoria, rischiando di superare la massima differenza consentita di peso con il suo avversario. Per questo motivo, Miller reidratò il suo corpo per poter ovviare a questo problema, pesando infatti 71,5 kg. Alla fine l'incontro venne spostato nella categoria catchweight con limite di 74 kg. Alves venne sconfitto per decisione unanime.

## Risultati nelle arti marziali miste
| Risultato | Record | Avversario               | Metodo                                    | Evento                                  | Data              | Round | Tempo | Città                         | Note                              |
| --------- | ------ | ------------------------ | ----------------------------------------- | --------------------------------------- | ----------------- | ----- | ----- | ----------------------------- | --------------------------------- |
| Sconfitta | 23–15  | Tim Means                | Sottomissione (guillotine choke)          | UFC on ESPN: Overeem vs. Rozenstruik    | 7 dicembre 2019   | 1     | 2:38  | Washington, D.C., Stati Uniti |                                   |
| Sconfitta | 23–14  | Laureano Staropoli       | Decisione (unanime)                       | UFC 237                                 | 11 maggio 2019    | 3     | 5:00  | Rio de Janeiro, Brasile       |                                   |
| Vittoria  | 23–13  | Max Griffin              | Decisione (non unanime)                   | UFC Fight Night: Assunção vs. Moraes 2  | 2 febbraio 2019   | 3     | 5:00  | Fortaleza, Brasile            |                                   |
| Sconfitta | 22–13  | Alexey Kunchenko         | Decisione (unanime)                       | UFC Fight Night: Hunt vs. Oleinik       | 15 settembre 2018 | 3     | 5:00  | Mosca, Russia                 |                                   |
| Sconfitta | 22-12  | Curtis Millender         | KO (ginocchiata)                          | UFC Fight Night: Cowboy vs. Medeiros    | 18 febbraio 2018  | 2     | 4:17  | Austin, Stati Uniti           |                                   |
| Vittoria  | 22-11  | Patrick Côté             | Decisione (unanime)                       | UFC 210: Cormier vs. Johnson 2          | 8 aprile 2017     | 3     | 5:00  | Buffalo, Stati Uniti          | Ritorno nei pesi welter           |
| Sconfitta | 21-11  | Jim Miller               | Decisione (unanime)                       | UFC 205: Alvarez vs. McGregor           | 12 novembre 2016  | 3     | 5:00  | New York, Stati Uniti         | Incontro Catchweight 74 kg        |
| Sconfitta | 21-10  | Carlos Condit            | KO Tecnico (stop medico)                  | UFC Fight Night: Condit vs. Alves       | 30 maggio 2015    | 2     | 5:00  | Goiânia, Brasile              |                                   |
| Vittoria  | 21-9   | Jordan Mein              | KO Tecnico (calcio al corpo e pugni)      | UFC 183: Silva vs. Diaz                 | 31 gennaio 2015   | 2     | 0:39  | Las Vegas, Stati Uniti        |                                   |
| Vittoria  | 20-9   | Seth Baczynski           | Decisione (unanime)                       | UFC on Fox: Werdum vs. Browne           | 19 aprile 2014    | 3     | 5:00  | Orlando, Stati Uniti          |                                   |
| Sconfitta | 19-9   | Martin Kampmann          | Sottomissione (ghigliottina)              | UFC on FX: Alves vs. Kampmann           | 3 marzo 2012      | 3     | 4:12  | Sydney, Australia             |                                   |
| Vittoria  | 19–8   | Papy Abedi               | Sottomissione (rear naked choke)          | UFC 138: Leben vs. Muñoz                | 5 novembre 2011   | 1     | 3:32  | Birmingham, Regno Unito       |                                   |
| Sconfitta | 18–8   | Rick Story               | Decisione (unanime)                       | UFC 130: Rampage vs. Hamill             | 28 maggio 2011    | 3     | 5:00  | Las Vegas, Stati Uniti        |                                   |
| Vittoria  | 18–7   | John Howard              | Decisione (unanime)                       | UFC 124: St-Pierre vs. Koscheck 2       | 11 dicembre 2010  | 3     | 5:00  | Montréal, Canada              |                                   |
| Sconfitta | 17–7   | Jon Fitch                | Decisione (unanime)                       | UFC 117: Silva vs. Sonnen               | 7 agosto 2010     | 3     | 5:00  | Oakland, Stati Uniti          |                                   |
| Sconfitta | 17–6   | Georges St-Pierre        | Decisione (unanime)                       | UFC 100                                 | 11 luglio 2009    | 5     | 5:00  | Las Vegas, Stati Uniti        | Per il titolo dei Pesi Welter UFC |
| Vittoria  | 17–5   | Josh Koscheck            | Decisione (unanime)                       | UFC 90: Silva vs. Côté                  | 25 ottobre 2008   | 3     | 5:00  | Rosemont, Stati Uniti         |                                   |
| Vittoria  | 16–5   | Matt Hughes              | KO Tecnico (ginocchiata in salto e pugni) | UFC 85: Bedlam                          | 7 giugno 2008     | 2     | 1:02  | Londra, Regno Unito           |                                   |
| Vittoria  | 15–5   | Karo Parisyan            | KO Tecnico (ginocchiata e pugni)          | UFC Fight Night: Florian vs. Lauzon     | 2 aprile 2008     | 2     | 0:34  | Broomfield, Stati Uniti       |                                   |
| Vittoria  | 14–5   | Chris Lytle              | KO Tecnico (stop medico)                  | UFC 78: Validation                      | 17 novembre 2007  | 2     | 5:00  | Newark, Stati Uniti           |                                   |
| Vittoria  | 13–5   | Kuniyoshi Hironaka       | KO Tecnico (pugno e ginocchiata)          | UFC Fight Night: Thomas vs Florian      | 19 settembre 2007 | 2     | 4:04  | Las Vegas, Stati Uniti        |                                   |
| Vittoria  | 12–5   | Tony DeSouza             | KO (ginocchiata)                          | UFC 66: Liddell vs. Ortiz               | 30 dicembre 2006  | 2     | 1:10  | Las Vegas, Stati Uniti        |                                   |
| Vittoria  | 11–5   | John Alessio             | Decisione (unanime)                       | Ortiz vs Shamrock 3 - The Final Chapter | 10 ottobre 2006   | 3     | 5:00  | Hollywood, Stati Uniti        |                                   |
| Sconfitta | 10–5   | Jon Fitch                | KO Tecnico (calcio da terra e pugni)      | UFC Ultimate Fight Night 5              | 28 giugno 2006    | 2     | 4:37  | Las Vegas, Stati Uniti        |                                   |
| Vittoria  | 10–4   | Derrick Noble            | KO Tecnico (pugni)                        | UFC 59: Reality Check                   | 15 aprile 2006    | 1     | 2:54  | Anaheim, Stati Uniti          |                                   |
| Vittoria  | 9–4    | Ansar Chalangov          | KO Tecnico (pugni)                        | UFC 56: Full Force                      | 19 novembre 2005  | 1     | 2:25  | Las Vegas, Stati Uniti        |                                   |
| Sconfitta | 8–4    | Spencer Fisher           | Sottomissione (triangolo)                 | UFC Ultimate Fight Night 2              | 3 ottobre 2005    | 2     | 4:43  | Las Vegas, Stati Uniti        | Debutto in UFC                    |
| Vittoria  | 8–3    | Jeff Cox                 | KO (ginocchiata e pugni)                  | KOTC 48: Payback                        | 25 febbraio 2005  | 1     | 0:15  | Cleveland, Stati Uniti        |                                   |
| Vittoria  | 7–3    | Jason Chambers           | Sottomissione (pugni)                     | IHC 8: Ethereal                         | 20 novembre 2004  | 1     | 4:57  | Hammond, Stati Uniti          |                                   |
| Vittoria  | 6–3    | Nuri Shakir              | Decisione (unanime)                       | Absolute Fighting Championships 7       | 27 febbraio 2004  | 2     | 5:00  | Fort Lauderdale, Stati Uniti  |                                   |
| Sconfitta | 5–3    | Derrick Noble            | Sottomissione (rear naked choke)          | Absolute Fighting Championships 6       | 6 dicembre 2003   | 2     | 2:13  | Fort Lauderdale, Stati Uniti  |                                   |
| Vittoria  | 5–2    | Marcus Davis             | Decisione (non unanime)                   | Hardcore Fighting Championships 2       | 18 ottobre 2003   | 3     | 5:00  | Revere, Stati Uniti           |                                   |
| Vittoria  | 4–2    | Mike Littlefield         | KO Tecnico (pugni)                        | Mass Destruction 12                     | 16 agosto 2003    | 2     | 0:50  | Taunton, Stati Uniti          |                                   |
| Vittoria  | 3–2    | Carlos Alexandre Pereira | KO Tecnico (stop medico)                  | Bitetti Combat Nordeste 2               | 20 marzo 2003     | 2     | -     | Natal, Brasile                |                                   |
| Vittoria  | 2–2    | Fabio Holanda            | Decisione (unanime)                       | Bitetti Combat Nordeste 1               | 28 novembre 2002  | 3     | 5:00  | Natal, Brasile                |                                   |
| Vittoria  | 1–2    | Wilson Belchoir          | KO (pugno)                                | Champions Night 3                       | 8 ottobre 2001    | 1     | -     | Brasile                       |                                   |
| Sconfitta | 0–2    | Lucas Lopes              | Decisione (unanime)                       | X: Fight                                | 28 settembre 2001 | 3     | 5:00  | João Pessoa, Brasile          |                                   |
| Sconfitta | 0–1    | Gleison Tibau            | Sottomissione (armbar)                    | Champions Night 2                       | 30 giugno 2001    | 2     | 3:31  | Fortaleza, Brasile            |                                   |